# Барік (Сирія)
Барік (англ. Barik, араб. بارك) — поселення в Сирії, що складає невеличку друзьку общину в нохії Шакка, яка входить до складу однойменної мінтаки Шагба в південній сирійській мухафазі Ес-Сувейда.